# Mackendorf
Mackendorf ist ein Ortsteil der Gemeinde Bahrdorf im Landkreis Helmstedt in Niedersachsen.

## Lage und Verkehrsanbindung
Der Ort befindet sich im Osten von Niedersachsen, unmittelbar an der Landesgrenze zu Sachsen-Anhalt und damit der früheren innerdeutschen Grenze. Die Landschaft um Mackendorf wird zum Helmstedter Holzland gezählt. Die Landesstraße 647 (L 647) führt durch den Ort in Richtung Döhren, den nächsten Ort in Sachsen-Anhalt, ein Ortsteil der Stadt Oebisfelde-Weferlingen im Landkreis Börde. Weitere Straßen führen nach Saalsdorf, Querenhorst und Blanken. Buslinien der Braunschweiger Verkehrs-GmbH führen von Mackendorf bis nach Helmstedt und Wolfsburg.

## Geschichte
Der Ort wurde 1160 erstmals urkundlich erwähnt, in der ersten Hälfte des 18. Jahrhunderts erfolgte der Bau der heutigen Kirche.
Adliges Gericht für Mackendorf war Altena, es wurde in der Franzosenzeit aufgehoben. Von 1807 bis 1813 gehörte Mackendorf zum Kanton Weferlingen im Distrikt Helmstedt, im Departement der Oker des Königreiches Westphalen. Später kam Mackendorf zum Amt Helmstedt.
Auf das Jahr 1861 geht der inzwischen geschlossene Landhandel zurück. Seit 1890 bestand eine genossenschaftliche Molkerei in Mackendorf, 1895 folgte die Eröffnung der westlich an Mackendorf vorbeiführenden Bahnstrecke Helmstedt–Oebisfelde, ohne dass Mackendorf jedoch einen Haltepunkt erhielt. Der nächstgelegene Bahnhof war im Nachbardorf Döhren. 1901 erfolgte in Mackendorf die Gründung einer ländlichen Kreditgenossenschaft.
1943 wurde die Molkerei wieder geschlossen, und die Milch wurde fortan an die Molkerei in Bahrdorf geliefert. 1945 wurde die Bahnstrecke Helmstedt–Oebisfelde durch die Errichtung der innerdeutschen Grenze durchtrennt und der Zugverkehr eingestellt. Die Grenze schnitt Mackendorf und das Klinkerwerk auch von der bisherigen, von Süden kommenden Stromversorgung durch die Landelektrizität GmbH Halle (Saale) ab. Daher wurde eine neue Stromleitung verlegt, die von Westen aus über Mackendorf und Saalsdorf bis nach Altena führte und von der Landelektrizität GmbH Fallersleben gespeist wurde. 1949 erfolgte die Gründung einer Volksbücherei. Infolge der Flucht und Vertreibung Deutscher aus Mittel- und Osteuropa von 1945–1950 hatte sich die Einwohnerzahl von Saalsdorf von 363 (1939) auf 621 (1950) vergrößert, davon waren 1950 227 Heimatvertriebene. 1952 wurde der Schützenverein Mackendorf e. V. gegründet.
1969 erfolgte die Auflösung der Schule, 1971 wurden die letzten beiden Klassen geschlossen. Am 1. Juli 1972 wurde Mackendorf in die Gemeinde Bahrdorf eingegliedert. Im Zuge der Wende in der DDR erfolgte am 13. April 1990 die Öffnung der Grenze nach Döhren. 2005 bekam Mackendorf sein heutiges Feuerwehrhaus.

### Einwohner
| Jahr      | 1821 | 1849 | 1871 | 1905 | 1925 | 1939 | 1950 | 1956 | 2024 |
| --------- | ---- | ---- | ---- | ---- | ---- | ---- | ---- | ---- | ---- |
| Einwohner | 367  | 401  | 353  | 367  | 384  | 363  | 621  | 602  | 314  |

## Geologie
In Mackendorf am Ostrand des Allertal-Grabens östlich des Lappwaldes befinden sich auf dem Gelände der Ziegelei (auf halbem Weg in Richtung des westlichen Nachbarortes Querenhorst) Aufschlüsse des frühen Unterjura (Hettangium: 201,3 bis 199,3 Millionen Jahre vor heute) mit einer reichen Ichnofauna, d. h. fossile Spuren der Lebensaktivitäten vorzeitlicher Tiere. Derartige nachgewiesene Spurenfossilien (Ichnofossilien) sind neben Ruhespuren (Cubichnia) und Kriechspuren (Repichnia) vor allem Freßbauten (Fodinichnia).

## Infrastruktur
Zu den in Mackendorf bestehenden Einrichtungen gehören die seit 1893 in Familienbesitz befindliche Gaststätte Fricke, ein Feuerwehrhaus, ein Spielplatz, ein Sportplatz, ein Schießstand, eine Fischmanufaktur und ein Friedhof mit Kapelle und Denkmal für die Opfer der beiden Weltkriege. Einzelhandelsgeschäfte des täglichen Bedarfs sind heute nicht mehr in Mackendorf zu finden.
Die Schule und die Poststelle I („Mackendorf“, später „Bahrdorf 3“, Bauerstraße 5), die dem Hauptpostamt Helmstedt zugeordnet war, wurden geschlossen. Ebenfalls geschlossen wurden die Zweigstelle der Volksbank eG Velpke, die beiden Gemischtwarengeschäfte (Schulze und Niemann, Döhrener Straße 17 und 34), die Bäckerei (Ott, Döhrener Straße 28), das Lebensmittelgeschäft (Müller, Mittelweg 2), die Gaststätte Mackendorfer Hof (früher auch Zur Linde und Zur schwarzen Ente genannt, Döhrener Straße 26) und das Textiliengeschäft (Schreiber, Döhrener Straße 20). Nordöstlich von Mackendorf befand sich eine bereits vor Jahrzehnten abgerissene Windmühle.
Die einzige Kirche Mackendorfs, die Christuskirche, gehört zur Propstei Vorsfelde der Evangelisch-lutherischen Landeskirche in Braunschweig. Früher gehörte sie zur Pfarrei Saalsdorf, heute zum Gesamtpfarrverband Aller mit Pfarramt in Bahrdorf.
Katholiken in Mackendorf gehören zur Pfarrei St. Michael in Vorsfelde mit der nähergelegenen Filialkirche Unbefleckte Empfängnis Mariä in Velpke. Noch näher zu Mackendorf liegen die Kirchen St. Josef und St. Theresia vom Kinde Jesu in Weferlingen und St. Norbert in Grasleben, deren Einzugsgebiet jedoch nicht Mackendorf umfasst.
Zu den in Mackendorf ansässigen Vereinen gehören die Freiwillige Feuerwehr und der Schützenverein Mackendorf von 1952 e. V. Der Indoor-Parcours Stonebreaker Area (deutsch: Steinbrecherareal) bietet auf rund 400 m² Fläche die Möglichkeit, per Fernsteuerung gesteuerte Modellautomobile (Lastkraftwagen und Baufahrzeuge) in den Maßstäben 1:13 bis 1:16 unter realen Bedingungen zu betreiben.
Westlich des Dorfes Mackendorf befindet sich das 1938 gegründete Klinkerwerk Hans Hintzen KG, das auf eine seit mindestens 1916 bestehende Ziegelei zurückgeht.

## Bilder

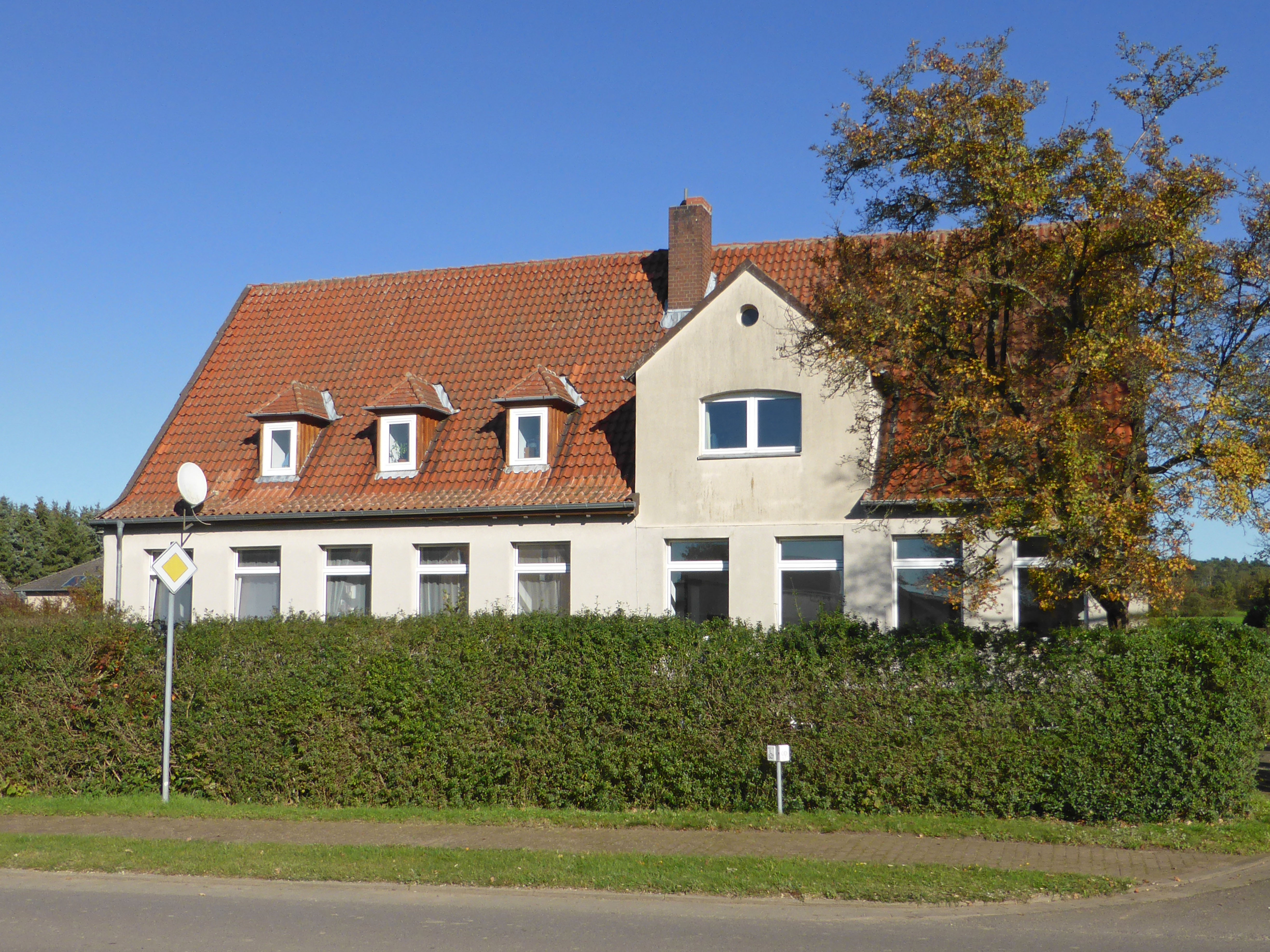
Ehemalige Schule
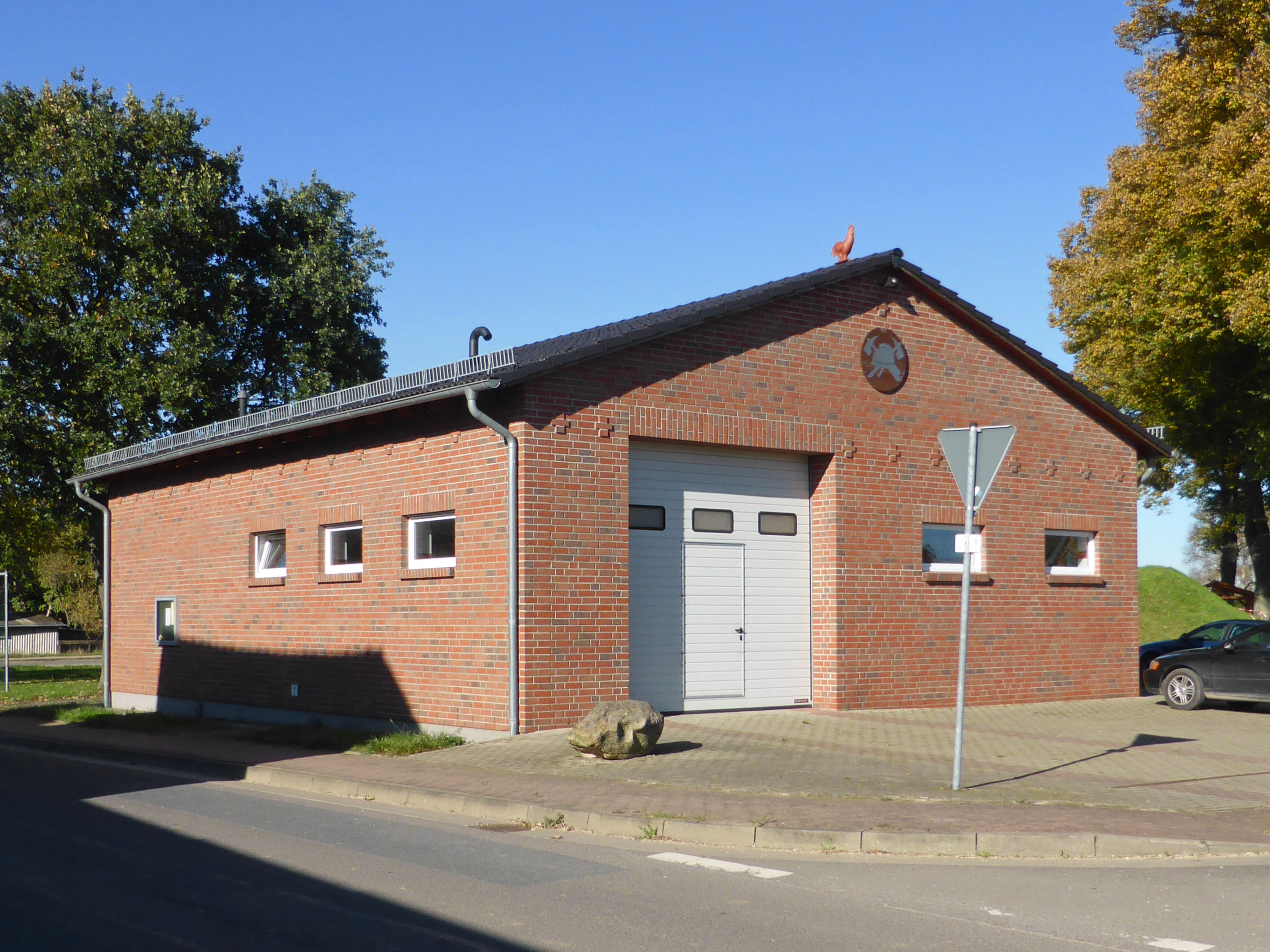
Feuerwehrhaus
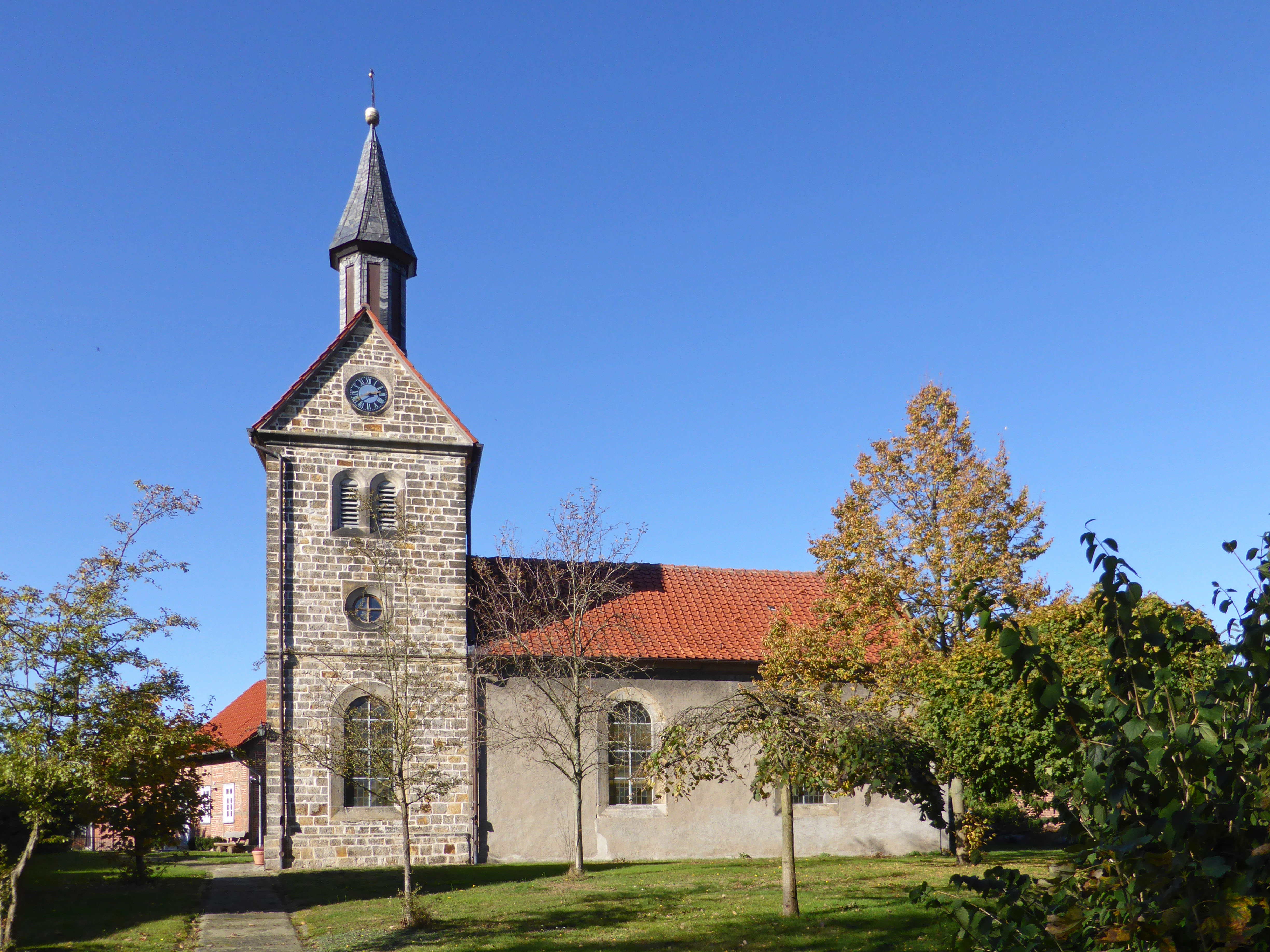
Kirche
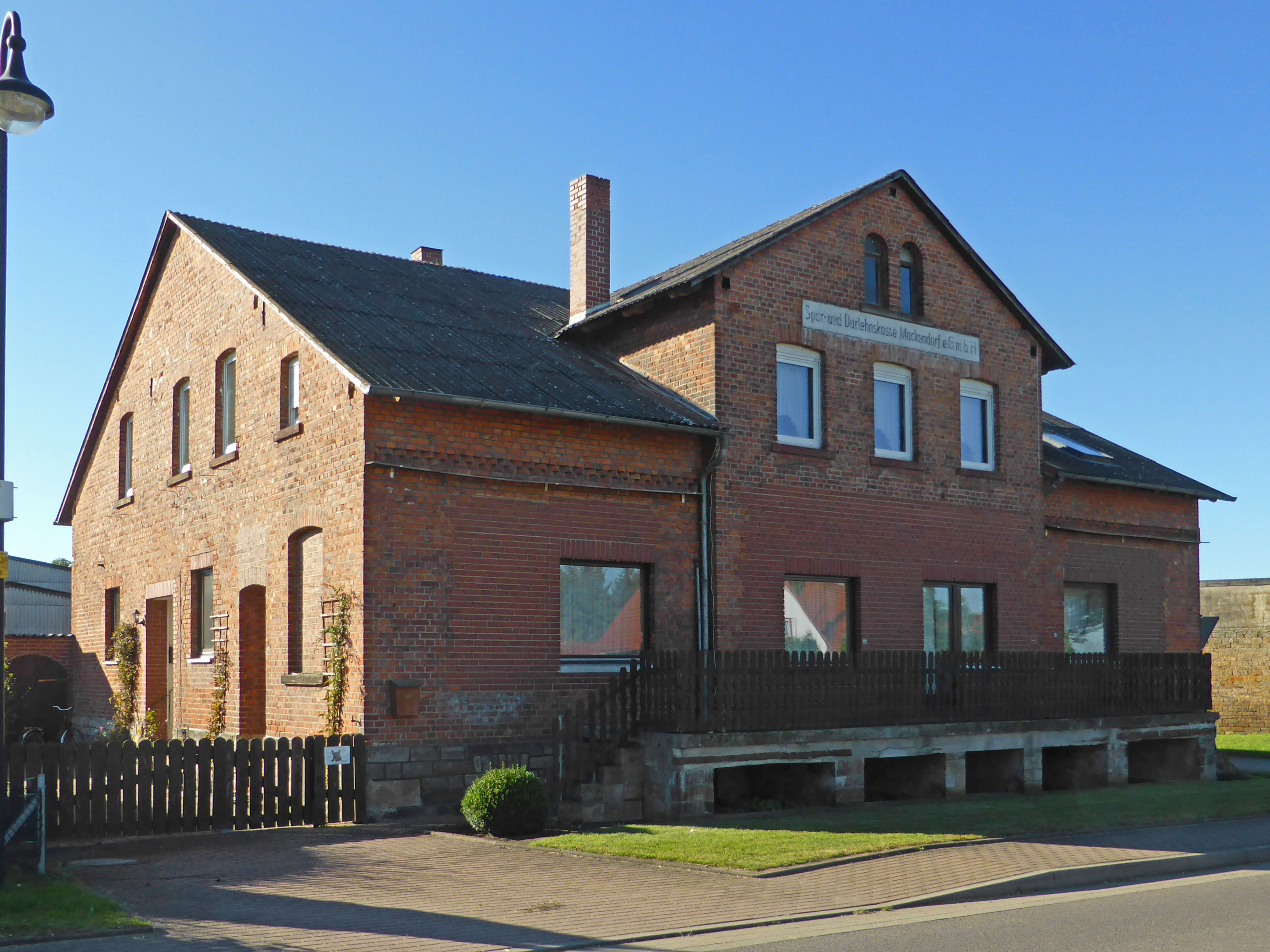
Ehemalige Molkerei
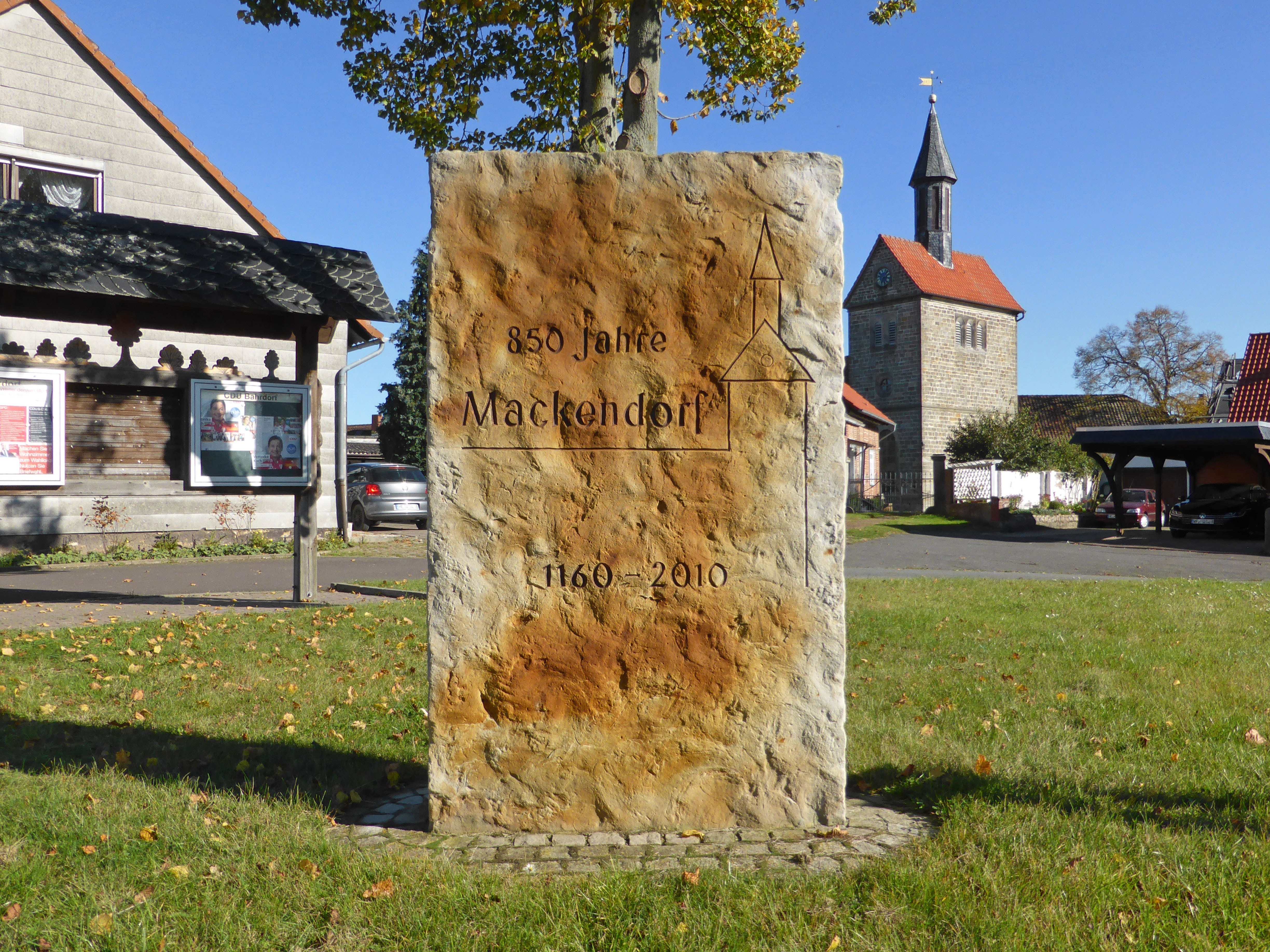
Gedenkstein
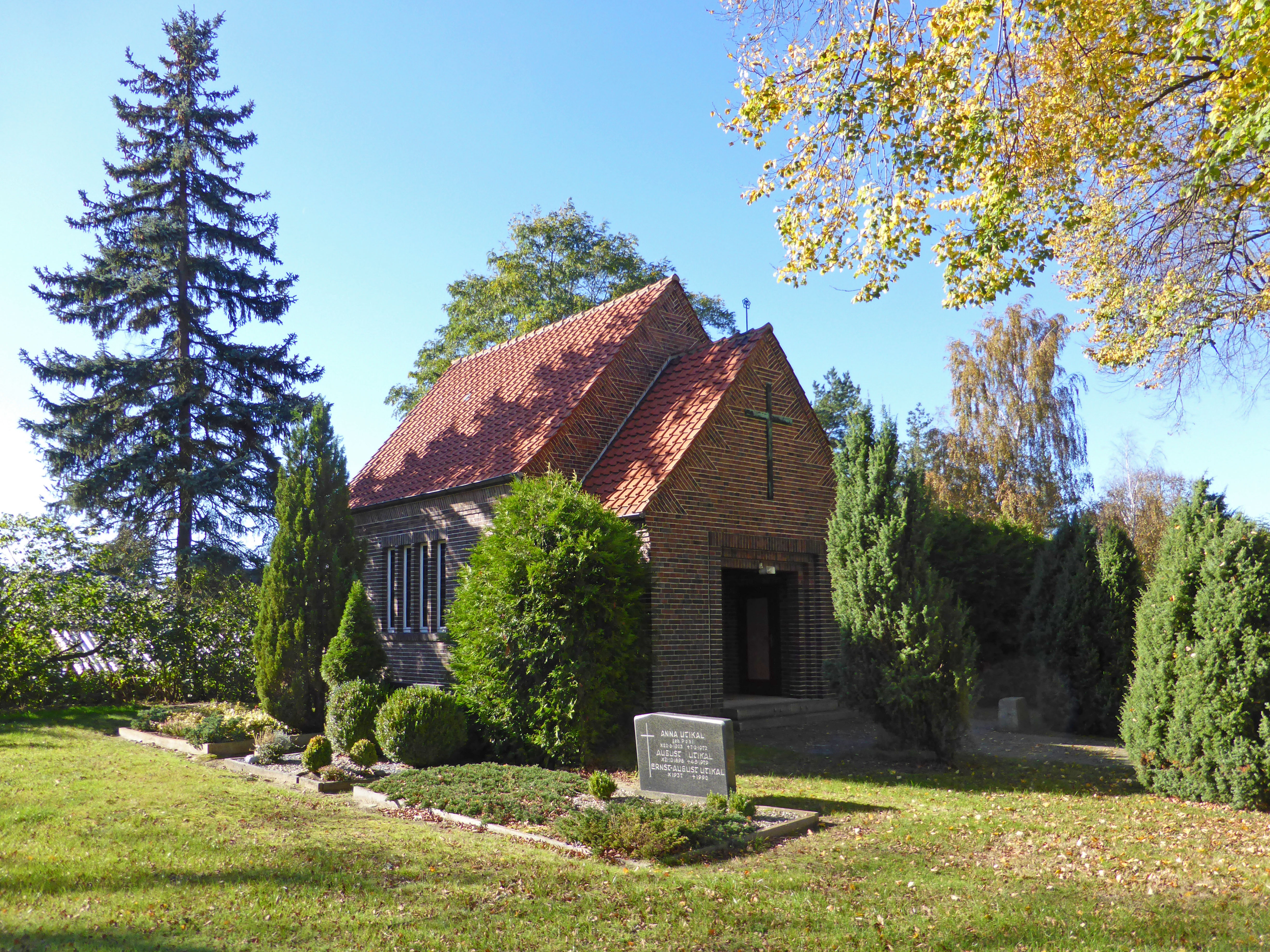
Friedhofskapelle